# لودفيك دورن
لودفيك دورن (بالبولندية: Ludwik Dorn)‏ (و. 1954  م) هو سياسي، وعالم اجتماع، ونقابي بولندي، ولد في وارسو، هو عضوٌ حزب العدالة والقانون البولندي.

## مناصب
تولى منصب وزير الداخلية والإدارة ‏ (31 أكتوبر 2005–7 فبراير 2007)
- عضو سيم  [لغات أخرى]‏
- نائب رئيس وزراء جمهورية بولندا  [لغات أخرى]‏

## التعليم
تعلم في جامعة وارسو